# 모베드
모베드(영어: Mobile Eccentric Droid, MobED)는 현대자동차그룹의 소형 모빌리티 플랫폼이다.

## 상세
2021년 12월 16일, 처음 공개됐다. 모베드는 납작한 직육면체 모양의 몸체에 4개의 바퀴가 달려있다. 각 바퀴는 독립적으로 움직이며, 기울어진 도로나 요철에서도 원하는 자세를 유지한다. 또한, 휠베이스와 조향각을 자유롭게 조절할 수 있어 좁고 복잡한 도심 환경에서도 안정적으로 주행이 가능하다.
모베드 플랫폼의 크기를 사람이 탑승 가능한 수준까지 확장할 경우 노인 및 장애인의 이동성 개선, 유모차, 레저용 차량, 전술용 차량 등 1인용 유인 모빌리티 등으로 활용 가능하다.

## 제원
| 구분                     | 모베드        |
| ------------------------ | ------------- |
| 넓이(cm)                 | 60            |
| 길이(cm)                 | 67            |
| 높이(cm)                 | 33            |
| 무게(kg)                 | 50            |
| 배터리 용량(kWh)         | 2             |
| 최대 속도(km/h)          | 30            |
| 1회 충전 시 주행 시간(h) | 4             |
| 타이어                   | 12인치 타이어 |

## 향후
2022년 1월, CES 2022에서 모베드 실물을 공개할 예정이다.

## 같이 보기
- 네이버 TV